# Sf9 (細胞)
Sf9細胞（エスエフナインさいぼう）は、Spodoptera frugiperda Sf21細胞（IPLB-Sf21-AE）のクローン分離株で、バキュロウイルスを使用した組換えタンパク質生産のための昆虫細胞培養で一般的に使用される。もともと卵巣組織から確立された 。血清非存在下で増殖させることができ、付着または懸濁して培養することができる 。

## Sf9ラブドウイルス
一部のSf9細胞株は、Spodoptera frugiperdaラブドウイルス（SfRV）と呼ばれるネガティブセンスラブドウイルスを保有していることが以前に示されている。ただし、テストしたすべてのSf9細胞がこのウイルスに感染しているように見えるわけではない  。SfRVは昆虫特異的であるように見え、哺乳類細胞株に感染するようには見えない。